# مايا سافيتش (لاعبة كرة يد)
ماجا سافيتش (29 أبريل 1976 في الجبل الأسود - ) هي لاعبة كرة يد الجبل الأسود. شاركت في الألعاب الأولمبية الصيفية 2012. ولعبت مع Viborg HK ‏.

## وصلات خارجية
- ماجا سافيتش على موقع الاتحاد الأوروبي لكرة اليد (الإنجليزية)
- ماجا سافيتش على موقع أوليمبيديا (الإنجليزية)